# Moshe Zilberg
Moshe Zilberg (en hebreo: משה זילברג‎) (Skaudvilė, Imperio ruso, 16 de septiembre de 1900 – 1975) fue un destacado jurista israelí,  profesor de derecho en la Universidad Hebrea de Jerusalén y director del Instituto para el Estudio de la Ley Judía. Se desempeñó como juez de la Corte Suprema de Israel y 1950 a 1970.

## Biografía
Zilberg nació el 16 de septiembre de 1900 en Skaudvilė, cerca de Kaunas en Lituania, entonces parte del Imperio Ruso. Estudió en varias yeshivot, incluidas Kelm, Mir, Slabodka y Novardok, siendo un alumno sobresaliente. Durante la Primera Guerra Mundial, fue exiliado a Mariupol y fue alumno del rabino Itzjak Yaakov Rabinowitz en la Yeshivá de Ponevezh, que también fue trasladada a la ciudad. En 1920, después de aprobar un examen de matriculación en el Real Gymnasium Hebreo en Kaunas, se trasladó a Frankfurt, Alemania, donde completó sus estudios. Al año siguiente, comenzó a estudiar filosofía en la Universidad de Marburg y luego derecho en la Universidad de Frankfurt, recibiendo el doctorado en 1926.
En ese momento se familiarizó con el sionismo y en 1929, Zilberg emigró a Eretz Israel como parte de la Cuarta Aliá. De 1929 a 1948, trabajó como abogado en la práctica privada y también enseñó en la escuela Tachmoni de Tel Aviv. Como resultado de su relación con Jayim Najman Bialik, entre 1931 y 1948 fue conferencista talmúdico en la Asociación Ohel Shem, siendo el título de sus conferencias "Talmud para la gente".
De 1929 a 1948 ejerció como abogado privado. En la década de 1950 lideró la tendencia de confiar en las ideas de la ley judía. Su especialización fue en derecho matrimonial, familiar y sucesorio.
Tras el establecimiento del Estado de Israel, Zilberg fue nombrado miembro del Tribunal de Distrito de Tel Aviv. En 1950, fue designado como juez permanente de la Corte Suprema de Israel, cargo que mantuvo hasta su retiro en 1970, habiendo alcanzado el cargo de presidente interino de la corte. Al mismo tiempo, también fue profesor de derecho en la Universidad Hebrea de Jerusalén entre 1964 y 1969. En 1964 fue galardonado con el Premio Israel. 
Moshe Silberg falleció el 16 de agosto de 1975 y fue enterrado en el Monte del Descanso en Jerusalén.

## Obras publicadas
Tras su retiro, Zilberg se dedicó a escribir artículos sobre derecho, halajá y otros temas. También escribió extensamente sobre la ley talmúdica y la situación personal. Escribió Ha-Ma'amad ha-Ishi be-Yisrael ("Estatus personal en Israel", 1957, 1961, suplemento 1967); Dienstvertrag und Werkvertrag im Talmudischen Rechte ("Contrato de trabajo y servicios en el derecho talmúdico", 1927); Ḥok u-Musar ba-Mishpat ha-Ivri ("Ley y ética en el sistema legal judío" 1952); y Kakh Darko shel Talmud (Principia Talmúdica) (1961). Este último apareció en una traducción al inglés bajo el título Ley talmúdica y el Estado moderno (1973).   

## Premios y distinciones
- En 1958 recibió el Premio Bialik de Pensamiento judío.[10]
- En 1964, Zilberg recibió el Premio Israel de Jurisprudencia.[11]
- En la Universidad Hebrea se instauró en su memoria el Premio Moshe Zilberg para una tesis doctoral o de maestría sobresaliente en Derecho judío.[12]
- En Jerusalén, una calle lleva su nombre en el barrio Bayit VeGan. (31°45′40″N 35°11′08″E / 31.7610309, 35.1854206)